# 本の返品率
本の返品率（ほんのへんぴんりつ）とは、販売委託制度によって流通している書籍が実売されず書店から取次店に返品される割合を指す。返本率とも言う。

## 概要
今日の日本では、岩波書店のように買取制をとっている一部の出版社の書籍を除いて、多くの書籍は出版社からの直販ではなく日販やトーハンなどの取次店を通して流通し、書店に販売が「委託」されている。再販制度のもとでは書籍の販売価格と卸価格はあらかじめ定められているから、書店は実売数に応じて一定のマージンを得るが、書籍が売れ残った場合、取次店に自由に返品できる。取次店は新しい書籍を配本する際、全国の書店の分布やそれまでの同傾向の書籍の販売実績をもとに書店ごとに配本数を定めている。しかし、個々の書店に配本された書籍が購入されないまま委託期間を終了し、返品されるケースも多い。
出版社が販売機会を逃さないために実際のニーズを遥かに超える部数を刊行したり、取次店がそれぞれの書店の実情にそぐわない配本を機械的に行うなどの要因によって、委託期間終了を待たず返品される書籍も増えている。書籍の販売額が1996年をピークに年々減少する中で、2000年代には本の返品率の高止まりによる取次店の経営圧迫が大きな問題となり、出版不況の一因ともみなされるようになった。2008年には実に配本された書籍の4割が返品されている。
返品率の高止まりを解消するべく、2008年頃から一部の出版社では、従来の販売委託制とは異なり、書店側のマージンを増やす代わりに返品の際に手数料を徴収することによって、書店に選択の余地を委ねるという、責任販売制や計画販売制と呼ばれる流通方法も試みられるようになっている。
出版社だけではなく、ほとんどのジャンルの作家や漫画家にとっても、自身の名義による出版物の返品率は発行部数と共に次回作の発売部数やさらには発売や企画の実現そのものの可能性を左右する要素の1つであり、当然ではあるが返品率が高すぎることはこれらにマイナスに作用する。過去には、単行本の高返品率を理由に商業出版の活動から“引退”した人物も存在する（例としてはわたなべよしまさなど）。